# Amon Rûdh
Amon Rûdh (Sindarijns voor Kale Heuvel) is een heuvel in de fictieve wereld Midden Aarde van J.R.R. Tolkien.
Amon Rudh ligt in West-Beleriand en ten zuiden van het woud Brethil en tussen de rivieren de Narog en de Sirion. In de grotten van Amon Rûdh woonden de Nietige Dwergen (Sindarijns: Noegyth Nibin). De woning waar Mîm en zijn twee zonen woonden was in vroeger tijden uitgegraven door de Nietige Dwergen. Dit waren de eerste Dwergen die zich in Beleriand vestigden; bannelingen uit Belegost en Nogrod. Aanvankelijk werden de Nietige Dwergen opgejaagd en gedood door de Elfen, maar hier kwam een eind aan toen de Elfen kennis maakten met de Dwergen van Belegost en Nogrod. Volgens 'De Silmarillion' waren de Nietige Dwergen in de vijfde eeuw van de eerste Era zo sterk in aantal afgenomen dat er nog maar drie over waren: Mîm en zijn twee zonen. Amon Rûdh werd de Kale Heuvel genoemd omdat er niets op groeide, behalve de rode bloemen van de Seregon, of 'Bloed van Steen'.

## Bar-en-Danwedh
De dwerg Mîm leidde Túrin Turambar en zijn krijgers, die op de vlucht zijn na de ondergang van Nargothrond, naar zijn geheime woonplaats op de Amon Rûdh. Toen hij hierop door Túrin gevangengenomen werd gaf hij het de naam Bar-en-Danwedh oftewel: Huis van de Losprijs in het Sindarijns. 